# Procordulia astridae
Procordulia astridae är en trollsländeart som beskrevs av Maurits Anne Lieftinck 1935. Procordulia astridae ingår i släktet Procordulia och familjen skimmertrollsländor. Inga underarter finns listade i Catalogue of Life.